# Ça va se savoir (gâteau)
Pour les articles homonymes, voir Ça va se savoir.
Le ça va se savoir est un beignet camerounais. Il est vendu dans les rues par des petits revendeurs itinérants pour un prix d'en général 50 FCFA, soit environ 0,10 USD.
Il tire son nom d'une émission de télévision belge qui a connu un énorme succès au Cameroun, car les vendeurs étaient réputés répandre les rumeurs.